# Pedaria ouangoensis
Pedaria ouangoensis là một loài bọ cánh cứng trong họ Bọ hung (Scarabaeidae).